# Carabayos
Els carabayos són indígenes habitants de la conca del riu Puré i la capçalera del riu Bernardo, entre els rius Caquetá (del qual són afluents els anteriors) i Putumayo, en Colòmbia, departament del Amazones, frontera amb el Brasil. També se'ls coneix com arojes o yurís.

## Etnohistòria
Segons Eugenio Ribeiro, en 1775, els yuris es distingien per un tatuatge negre al voltant de la boca, el qual s'estenia fins a les orelles. Vivien en grans malocas de més de deu famílies, envoltades d'horts.
En 1894, Antonio Cuervo, en els seus documents sobre la geografia i història de Colòmbia, els descriu com a indis guerrers, tan previnguts que no surten de les seves cases a cap diligència sense empunyar un manoll de dards. També es refereix a ells com a laboriosos.
En 1962 el Cens indolingüístico de Colombia de Marcelino de Castellví va esmentar als yurí vivint en l'alt Puré i en la cascada Tamani afluent del riu Putumayo.
En 1978 Germán Castro Caycedo al seu llibre Perdido en el Amazonas (ISBN 958614651-0) en què narra la història de Julián Gil Torres, presenta el cas d'uns indígenes del riu Puré, segrestats per l'exèrcit colombià a La Pedrera en 1969, només contactats abans pel protagonista i acusats d'haver-lo desaparegut i als qui anomenaven "caraballos", pel seu suposast semblant amb el boxador colombià Bernardo Caraballo, famós per aquests anys. El llibre presenta les fotografies d'aquests indígenes, que finalment van ser alliberats, sense que se sabés més d'ells i també la imatge presa des de l'aire del seu maloca.
En 2010 el fotògraf Cristóbal von Rothkirch va prendre fotografies aèries de maloques yuri similars a la dels indígenes retinguts en 1969.

## Costums
Els carabayo només usaven un guayuco per protegir les seves parts intimes, les dones caminaven completament nues. Elles invertien gran part del seu temps decorant acuradament els seus cossos abans de les celebracions de rituals i balls. Usaven collarets fets amb dents d'animals. En els turmells usaven cascavells fets amb llavors. També s'adornaven els caps amb corones de plomes, deixant-les penjar per l'esquena.

## Llengua
Es coneixen els vocabularis recol·lectats Johan Baptist Spix i Karl Martius entre 1817 i 1820 i el publicat per Alfred Wallace en 1853. Els mateixos van ser publicats novament per Sergio Elías Ortíz en 1965. Sobre aquesta base Curt Nimuendajú va establir relacions de parentiu entre el yurí i el ticuna, ratificades en 2009 per un estudi comparatiu de Fernando Carvalho.
No obstant això, Daniel Brinton i Günter Tessmann van identificar influència de les llengües arawak en la yurí; mentre que Marcelino Castellví i Čestmír Loukotka van trobar relacions entre l'idioma yurí i les llengües carib. Els vocabularis han permès a més a altres experts afirmar que podria tenir relació amb les llengües tucano o ser una llengua independent.
En 1969, el sacerdot Antonio Font va recol·lectar un llistat d'algunes paraules parlades pels indígenes que estaven retinguts a la Pedrera. En acarar aquestes paraules amb les recol·lectades per Wallace, Vidal i Pinell va afirmar que la hipòtesi que els vocables recollits a la família del Puré pertanyen a la llengua yuri sembla encertada. En 2010, Juan Álvaro Echeverri va incloure en la comparació també els vocabularis de Spix i Martius de diferent pobles indígenes de la regió i va concloure que l'idioma dels caraballo és afí amb l'estirp yurí.

## Actualitat
En el 2002, el govern colombià, amb la finalitat de garantir la protecció del territori i la supervivència dels Yuri (la població dels quals es calcula en poc més de 200 persones), així com de respectar la seva decisió de no tenir contacte amb la societat majoritària, va crear el parc nacional natural del riu Puré, en els corregiments de la Pedrera, Tarapacá i Puerto Arica, Departament de l'Amazones.